# Jumeirah Emirates Towers Hotel
Het Jumeirah Emirates Towers Hotel is onderdeel van het Emirates Towers complex bestaande uit twee wolkenkrabbers in Dubai, Verenigde Arabische Emiraten.
Eén toren wordt als hotel gebruikt, de andere, de Emirates Office Tower, als kantoor. Het hotel was bij bouw het op een na hoogste ter wereld (gebouw dat volledig als hotel wordt gebruikt) en wordt alleen overtroffen door het Burj al Arab.
De twee wolkenkrabbers zijn met elkaar verbonden door middel van een twee verdiepingen tellend winkelcentrum genaamd 'The Boulevard'. Onder dit winkelcentrum bevindt zich een parkeergarage voor ruim 1000 auto's.
De bouwstijl van de toren is modern wat zich uit in het gebruik van veel glas en beton. Verder beschikt het gebouw over een atrium. Het kantoorgebouw beschikt over 17 liften, het hotelgebouw bevat 12 liften met een maximumsnelheid van 6 m/s ofwel 21,6 km/h.